# Thelairosoma ingrami
Thelairosoma ingrami är en tvåvingeart som beskrevs av Louis-Paul Mesnil 1970. Thelairosoma ingrami ingår i släktet Thelairosoma och familjen parasitflugor.
Artens utbredningsområde är Uganda. Inga underarter finns listade i Catalogue of Life.